# Papiruszsás
A papiruszsás (Cyperus papyrus) a perjevirágúak (Poales) rendjébe sorolt a palkafélék (Cyperceae) családjának egyik legismertebb faja.

## Származása, elterjedése
Az etióp flóraterületen jellegzetes, de az egész Mediterráneumban nőtt. A Közel-Keleten Palesztinán át Szíriáig fordul elő. Az egyiptomi kultúra tette ismertté, ezért nílusi papiruszsás, illetve -papirusznád néven is ismert — annak ellenére, hogy nem sás (Carex), és nádakra jóformán nem is hasonlít.
Az ókorban dúsan burjánzott az egész Nílus mentén. Palesztinában a Hule- és a Genezáreti-tó között terült el az a mintegy 15 km hosszú mocsár, amelynek áthatolhatatlan ingoványát nagyrészt papiruszsás borította. Az 1930-as években a Felső-Jordán partvidékén még sűrű bozótként nőtt.
Nílusi típusfajtája 2000-re eredeti élőhelyén kipusztult, csak helyi fajtái élnek kis, védett csoportokban Núbiában és a Fehér-Nílus mentén, valamint a rohamosan csökkenő Hule-tó partvidékén. Természetes állományának utolsó európai maradványa Szicíliában, Siracusa mellett maradt fenn.
Rokon fajai közül legismertebbek a mandulapalka (Cyperus esculentus) különböző változatai (kávégyökér, csemegepalka, földimandula stb. néven).

## Megjelenése, felépítése
Vastag, vízszintes gyöktörzsei a víz fenekén terjednek. Belőlük nyúlnak magasra a virágtartó szárak és futnak le a gyökerek. A 2–5 m magasra növő, levéltelen, háromszög keresztmetszetű, nem bütykös, nem üreges, sötétzöld szárak átmérője 5–10 cm
A virágzat és a lelógó, szálas, nagy ernyőszerű fejben csoportosuló levelek is szárak végén, rozettásan erednek.
Egyivarú virágokból álló, többszörösen összetett füzérvirágzata sertékké csökevényesedett.
Termése makkocska..

## Életmódja, termőhelye
A part mentén nő úgy, hogy rizómája többnyire a víz alatt legyen. Fény- és melegkedvelő, nem fagytűrő.

## Felhasználása
Az ókori Egyiptomban ez volt a papirusz alapanyaga. Papirusztekercsekre az örök értékű bölcsességeket írták, a hétköznapi üzenetekhez elég volt a fatábla vagy az állatbőr. Készültek belőle vízijárművek és fonott bútorok, valamint kosár, kötél, vitorla, cipő. Felhasználták az egyszerűbb építkezéseknél, sőt fa hiányában tüzelőnek is. Az egykori papiruszhajókat Thor Heyerdahl rekonstruálta 1969–1970-ben.
Sárgásbarna virágos szárával az egyiptomiak isteneiket díszítették a templomi szertartásokon; később a bátor, hősies dolgot cselekvő embereket is így koszorúzták meg. Ámon szent növényeként a mindentudás, a tudomány és fejlődés jelképe lett Nyugat-Ázsiában.
Tarackjainak dióízű, mandula formájú, ehető gumójából a mediterrán országokban kávépótlót őröltek.

## Alfajok, változatok
- a núbiai papírsás Núbiában a Fehér-Nílus partvidékén jellegzetes;
- a palesztin papírsás a Hule-tó partvidékén nő;
- a szíriai palka szilva nagyságú, fűszeres illatú, gyűrűs tőkéje az izzasztó és élénkítő „keleti ciprusgyökér”.